# Hildebrand Giseler Rumann

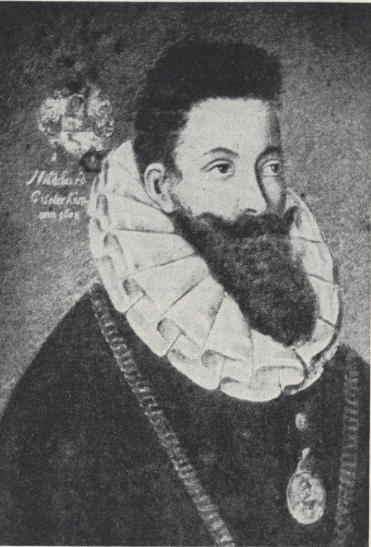
Hildebrand Giseler Rumann

Hildebrand Giseler Rumann (* 1568 in Göttingen; † 13. März 1631 in Hannover) war ein deutscher Jurist und braunschweigischer Hofrat.

## Leben
Rumann besuchte ab 1586 das Pädagogium in seiner Heimatstadt. Er studierte Jura in Erfurt, ab 1587 in Helmstedt, ab 1592 in Jena und ab 1594 in Heidelberg. Nach der Promotion zum Doktor der Rechtswissenschaften wurde Rumann 1598 zum Hof- und Konsistorialrat in Wolfenbüttel ernannt. Als Gesandter des Herzogs Heinrich Julius von Wolfenbüttel nahm Rumann an zahlreichen Reichsversammlungen in Regensburg teil. 1609 erfolgte seine Ernennung zum Rat und er wurde Assessor am Hofgericht zu Wolfenbüttel.
Von 1623 bis zu seinem Tode versah Rumann das Amt des Großvogtes zu Calenberg mit Sitz in Hannover. Während des Dreißigjährigen Krieges wurde Rumanns Haus in Göttingen durch kaiserliche Truppen unter Führung des Generals Tilly geplündert. Vergeblich wandte sich Rumann daher an Herzog Friedrich Ulrich von Braunschweig, damit sich dieser für die Rückgabe seiner wertvollen Bibliothek einzusetze. Bei einer weiteren Besetzung der Stadt verwarnte der Herzog allerdings den Magistrat von Göttingen vor der Belastung von Rumanns Haus mit der Einquartierung von militärischen Truppen, „weil der Besitzer Doctor juris und deshalb wie ein Adliger von solchen Lasten frei sei“. Rumann machte sich bis zu dem Tod sehr verdient um die Linderung von Kriegsschäden in Göttingen und Hannover.
Nach seinem Tod geriet seine Ehefrau trotzdem in große Geldnot, da von Rumanns Gut Bösinghausen bei Göttingen und anderen Besitzungen infolge des Dreißigjährigen Krieges keine Einkünfte mehr zu erlangen waren.

## Familie
Hildebrand Giseler Rumann entstammte der ursprünglich aus Northeim stammenden Familie Rumann. Die ununterbrochene Stammreihe beginnt mit Hans Rumann, der mit seinem Bruder Thilo, beide Bürger zu Northeim, am 22. Januar 1438 einen Wappenbrief von Herzog Otto Cocles zu Göttingen erhielten, „umme Gunst, Woldat und Denstes willen, de se uns gedan hebben und noch don mogen“. Rumanns Urgroßvater war Barthold Rumann, 1523 Bürgermeister in Northeim, sein Großvater Barthold Rumann (der Jüngere, 1513–1597).
Rumann war der Sohn des Göttinger Bürgermeisters Johann Rumann (1534–1607) und dessen Ehefrau Katharina geb. Stockeleff, Tochter des Göttinger Bürgermeisters Marcus Stockeleff (1492–1566). Rumann war drei Mal verheiratet, in dritter Ehe seit 1617 mit Anna Maria geb. Wecke (1599–1659), Tochter des Hofrats des Pfalzgrafen Reichard von Pfalz-Simmern und späteren Syndikus der Stadt Hannover, Bartold Wecke (1565–1607).
Rumanns Sohn Joachim Christoph Rumann (der Ältere, 1627–1682) war Bürgermeister in Northeim und verheiratet mit Anna von Uslar (1626–1686), Tochter des Patriziers und Ratsmitglieds zu Goslar Levin von Uslar. Rumanns Enkel Joachim Christoph (der Jüngere, 1655–1727) war erst Rittmeister im herzoglichen Leibregiment, später Stiftsamtmann zu Northeim. Der hannoversche Justizminister Ernst August Rumann (1746–1827) war ein Ur-Urenkel von ihm.